# Geminozetes reevesi
Geminozetes reevesi är en kvalsterart som först beskrevs av Valerie M. Behan-Pelletier 1996.  Geminozetes reevesi ingår i släktet Geminozetes och familjen Ceratozetidae. Inga underarter finns listade i Catalogue of Life.